# Mãe do Rio
Mãe do Rio est une ville brésilienne de l'État du Pará.